# William McKie
William McKie (n. 27 decembrie 1884 – d. 27 martie 1956, Greater London, Anglia, Regatul Unit) a fost un luptător ce a reprezentat Regatul Unit al Marii Britanii și al Irlandei de Nord, medaliat olimpic. A participat la o ediție a Jocurilor Olimpice (1908) în care a câștigat o medalie de bronz.

## Participări
Lista de mai jos prezintă principalele competiții la care a participat William McKie de-a lungul carierei.
- wrestling at the 1908 Summer Olympics – men's freestyle featherweight[*]